# Skokan ostronosý
Skokan ostronosý (Rana arvalis), starším pojmenováním taky skokan rašelinný, je druh žáby z čeledi skokanovití. Říká se mu také žába na modro. V Česku je chráněný zákonem jako kriticky ohrožený druh.

## Popis
Skokani ostronosí mohou dorůst 6 až 8 cm. Od skokana hnědého se liší zejména špičatě zakončeným čenichem, větším a tvrdým pářicím mozolem a odlišným hlasem. Samci se v období rozmnožování ozývají kvokavými, žbluňkavými zvuky. Jsou v té době více či méně modře zbarveni. Mimo dobu rozmnožování mívá skokan ostronosý uprostřed hřbetu světlejší pruh.

## Rozšíření a prostředí
Je rozšířen ve většině střední, východní a severní Evropy. Areál se táhne dále na východ až na Sibiř (po řeku Lenu).
Skokan ostronosý je náročnější na prostředí než skokan hnědý. Obývá zvláště rašeliniště a vlhké louky. Je to nížinný druh, v nadmořské výšce nad 600 m se nevyskytuje.

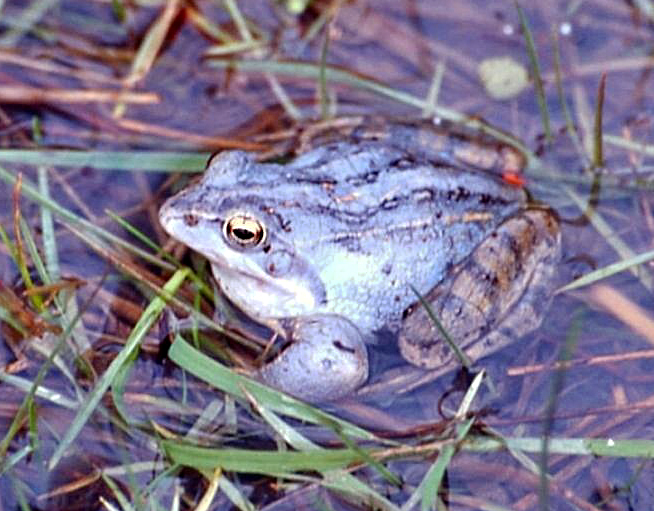
samec v době rozmnožování

## Výskyt

### Obecně
Skokan ostronosý se vyskytuje na vlhkých loukách, rašelinných mokřadích mezi rybníky, kolem lesních bažin. Můžeme ho nalézt také v zaplavovaných lesích, podél řek, na okrajích mokřadů, v rašeliništích, atd. Upřednostňuje vlhké lesní stanoviště. Najít (vidět) ho můžete hlavně ráno.

### V Česku
Spatříme ho spíše v jižní části Čech. Jeho výskyt není znám v nadmořské výšce překračující 600 m. Nejhojnější je na Třeboňsku, v oblasti J Moravy, v povodí řek Dyje a Moravy. Právě v povodí těchto řek ho můžeme i dnes vzácně pozorovat v původním prostředí tj. v indunačních, tj. zaplavovaných místech, v lužních lesích a v říčních ramenech (slepých).

### Ve světě
Ve světě je znám od SV Francie až po řeku Lenu, u Bajkalského jezera a ve Švédsku až za polárním kruhem. V Evropě ho nalezneme nejjižněji v Rumunsku a v Asii v severním Kazachstánu

## Potrava
Během přijímaní potravy mrká, protože při polykání dochází k zatahování očí, což mu pomáhá posunovat potravu do žaludku.
Nemá ani žádné zuby, a proto přijímá potravu celou.
Hlavní potravou skokana ostronosého je hmyz. Převážně svinky, pavouci, červi a plži. Tato žába není vybíravá a loví vše, na co přijde.

## Ohrožení
Rozšíření této žáby v Česku je menší, než bychom předpokládali. Data, která by porovnala žabí populaci, chybí.
V Polabí se skokan nevyskytuje kvůli intenzivnímu zemědělství. Ohrožen je ze stejných příčin jako skokan hnědý, patří mezi ne například přecházení komunikací.
Skokan ostronosý je méně přizpůsobivý a má přísnější nároky na prostředí. Právě kvůli tomuto je zranitelnější. Je citlivější na kvalitu vody než skokan hnědý či štíhlý. S obtížemi osazuje náhradní vodní plochy. Je také ohrožován rybářským využíváním vodních umělých ploch, díky svému rozmnožování, ke kterému používá nádrže trvalého rázu — škodí mu opakované napouštění a vypouštění umělých vodních ploch. Velice důležité pro všechny skokany je pobřežní a příbřežní část nádrže, velmi nevhodné je proto likvidovat tyto části vyhrnováním bahna z nádrže při odbahňování.
Protože je obtížné rozpoznat skokana ostronosého od skokana hnědého, byl skokan ostronosý využíván stejně jako skokan hnědý, tedy jako laboratorní zvíře. Sušená vajíčka tohoto druhu se v Rusku používaly k léčitelství.
Ochrana v Česku: Kriticky ohrožený druh dle vyhlášky č. 395/1992 Sb. Základem ochrany skokana ostronosého je evidence míst rozmnožování. Důležité je také zachování přírodních vodních ploch a mokřadních biotopů.

## Nepřátelé
Skokany loví čápi a užovky obojkové, ale ty jejich stavy nijak neohrožují. Ovšem žabí stehýnka-oblíbená pochoutka v řadě zemí-smažená či dušená na víně je ohrožuje. Těmto skokanům se dokonce říká „stolní žáby“. Pojídá se maso ze zadních končetin a na jednu porci je potřeba asi deset kusů. Takže asi pět žab k naplnění jednoho talíře. Pro tuto lahůdku se loví i skokani hnědí.
A protože hodně lidí miluje tuto pochoutku, padnou denně tisíce chudáků za oběť lidské mlsnotě.

## Znaky

### Stavba těla
Velký skokan s dlouhýma zadníma nohama dosahujícíma až ke špičce čenichu. V Česku byl objeven až roku 1903. Podle svého výskytu byl dříve znám pod názvem skokan rašelinný.
Skokan ostronosý dosahuje délky až 8 cm, většinou ale 5–7 cm. Je o něco menší než skokan hnědý, který na rozdíl od skokana ostronosého nemá špičatě zakončený čenich nebo velký a tvrdý patní hrbol. Mají také zcela odlišné hlasy.
Zadní nohy tohoto našeho skokana jsou krátké, takže jeho skoky jsou neobratné a krátké. Ale jeho nártní hrbolek — vnitřní strana zadního chodidla — je velký, což umožňuje rychlé zahrabání se do měkké mokré půdy.

### Zabarvení
Sameček se v době rozmnožování zabarví po celém těle do modra. Podle tohoto znaku jej můžeme dobře rozpoznat bez podrobnějšího studování. Mimo dobu páření má někdy uprostřed hřbetu světlejší pruh. Po stranách hlavy je velká tmavá spánková skvrna. Bubínek mají dobře znatelný. V očích je dobře zřetelná vodorovná zornice. Boky jsou povětšinou skvrnité (mramorové až po žlutavou tříselní kost). Břicho je světlé.
V době páření samci vydávají zvuk pomocí vnitřních zvukových rezonátorů. Jejich zvuk připomíná bublání dešťových kapek na vodu nebo jako štěkání psíků. Když skřehotá větší počet skokanů najednou, slyšíme nezaměnitelný sbor, daleko slyšitelný — přestože jednotlivci jsou velice tiší.
Pulci jsou hnědočerní se zlatitými skvrnkami. Všichni hnědí skokani přizpůsobují svoje zbarvení barvě prostředí, v němž žijí. Jejich hlas je většinou tichý, tlumený, protože mají vnitřní ozvučné bubínky.

## Rozmnožování a způsob života

### Život
Zdržuje se, s výjimkou doby páření, na souši. Zde vyhledává potravu. V nebezpečí skáče do struh nebo rašelinných jezírek a snaží se potopit. Zimu přečkává od října do března. K vodě přichází jen v době rozmnožování. Zbytek roku žije na souši, kde pod klestím či v norách hlodavců přečká zimu. Stane se, že přezimuje i na dně vody. Časně zjara, když je ještě mráz, shromažďují se ve vodě nejprve samci. Jsou buď v malých vodních nádržích, nebo se ve velkých rybnících sdružují v uzavřených skupinkách.

### Rozmnožování
K rozmnožování dochází v době, kdy zmizí na hladině led. Vyhledají si jim nejlépe vyhovující rybníček a slézají se sem z celé krajiny. Samečkové jdou do vody před samičkami. Ke kladení vajíček dochází ve střední Evropě na přelomu března a dubna. Shluky těchto skokanů obsahují až na 2000 vajíček. Snůšky zůstávají na dně vod – nestoupají po nabobtnání k hladině jako snůšky skokana hnědého. Pulci metamorfují během června a července. Dospělosti dosahují ale až ve třetím roce života. Délka jejich života se pohybuje v rozmezí 8 a 12 let.
Samečkové v době páření vypadají nápadně nadutě, a to díky tekutině nahromaděné pod kůží. Mohou být i intenzivně modří. V této době je slyšet i jejich nenápadný hlas.
Po období námluv, které trvá asi 2–3 týdny, opouštějí skokani vodu a vracejí se na souš. Nalezneme je v lesích a na vlhkých lukách. Skokan ostronosý má specifické nároky na vlhkost i v době suchozemského života, takže patří k jednomu z nejohroženějších druhů obojživelníků nejen v České republice, ale také v Evropě. Zasluhuje proto přísnou ochranu.
Rozmnožuje se v menších mělkých vodních nádržích s hloubkou nepřesahující 70 cm, někdy v periodických tůních.